# 那扶河
那扶河，位于中华人民共和国广东省西部，发源于开平市南部金鸡镇鱼潭山，向南流经盘村、石湾村，经鲮鱼潭流入台山市境及大广海湾经济区，经台山市深井镇那扶圩（原那扶镇），于汶村镇横山圩注入南海镇海湾。河长52千米，河床平均比降0.39‰，流域面积684平方千米。年均径流量约8.9亿立方米。那扶河流域易发生水旱灾害，迫使大批居民漂洋过海外出谋生，形成中国著名的侨乡。